# Philippe Devillers
Philippe Mullender, dit Philippe Devillers, né le 11 novembre 1920 à Villers-Cotterêts et mort le 15 février 2016 à Boulogne-Billancourt, est un journaliste et historien français, spécialiste de l’histoire politique du Viêt-Nam contemporain et de l’Asie du Sud-Est.

## Biographie

### Jeunesse et études
Philippe Devillers est diplômé de l’École libre des sciences politiques en 1939, puis de l’École supérieure d’organisation professionnelle en 1942. Il obtient une licence de droit en 1943.

### Parcours professionnel
Philippe Devillers commence son activité professionnelle comme rédacteur au ministère de la Production industrielle entre 1942 et 1944.
Il devient en septembre 1945 le correspondant du Monde en Indochine, tout en exerçant son travail de journaliste au sein de l’État-major du général Leclerc, chef du CEFEO, à Saïgon. Il participe, notamment avec Jean Lacouture, à la fondation du journal Paris-Saigon. 
Il enseigne les relations internationales à l'Institut d'études politiques de Paris.
De retour en France en octobre 1946, Philippe Devillers travaille au secrétariat général du Gouvernement et poursuit sa carrière de journaliste. Il collabore notamment, outre Le Monde, à Paris-Normandie, L'Express et Témoignage chrétien.

## Publications
- Histoire du Viêt-Nam de 1940 à 1952, Seuil, 1952
- La Fin d’une guerre, Indochine 1954, avec Jean Lacouture, Seuil, 1960
- Ce que Mao a vraiment dit, Stock, 1968
- Guerre ou paix : une interprétation de la politique extérieure soviétique depuis 1944, Balland, 1979
- Français et annamites : partenaires ou ennemis ?, 1856-1902, Denoël, 1998.
- Vingt ans, et plus, avec le Vietnam : souvenirs et écrits, 1945-1969, les Indes savantes, 2010

## Filmographie
- 1974 : La République est morte à Diên Biên Phu, documentaire réalisé avec Jérôme Kanapa et Jean Lacouture

## Distinction
- Ordre de l’Amitié du Viêt-Nam